# 라코니
라코니(Laconi, 사르데냐어로 Làconi)는 이탈리아 사르데냐의 오리스타노도에 있는 코무네이다. 칼리아리에서 북쪽으로 약 70 킬로미터 (43 마일), 오리스타노에서 동쪽으로 약 40 킬로미터 (25 마일) 떨어져 있다.
라코니는 다음 코무네들과 경계를 이룬다: 아리초, 아수니, 가도니, 제노니, 이실리, 메아나사르도, 누라구스, 누랄라오, 누레치, 사무게오, 세니스, 빌라노바툴로.